# Yamagata (Nagano)
Pour les articles homonymes, voir Yamagata (homonymie).
Yamagata (山形村, Yamagata-mura) est un village du district de Higashichikuma, dans la préfecture de Nagano, au Japon.

## Géographie

### Démographie
Au 1er juin 2016, la population d'Yamagata s'élevait à 8 321 habitants répartis sur une superficie de 24,98 km2.